# Aximogastra cultriformis
Aximogastra cultriformis är en stekelart som först beskrevs av William Harris Ashmead 1894.  Aximogastra cultriformis ingår i släktet Aximogastra och familjen kragglanssteklar. Inga underarter finns listade.